# فردیناند کوشلر
فردیناند کوشلر (آلمانی: Ferdinand Küchler؛ ۱۴ ژوئیه ۱۸۶۷ – ۲۴ اکتبر ۱۹۳۷) نوازندهٔ ویولن و ویولا، آهنگساز، استاد دانشگاه و رهبر ارکستر اهل آلمان بود.
او دانش‌آموختهٔ «کنسرتوار هوخ» در فرانکفورت و از شاگردان «ایوان کِنور» بود و بعدها خودش استادِ نوازندگی ویلون در «کنسرواتور دولتی لایپزیگ» شد.